# Ägerisee

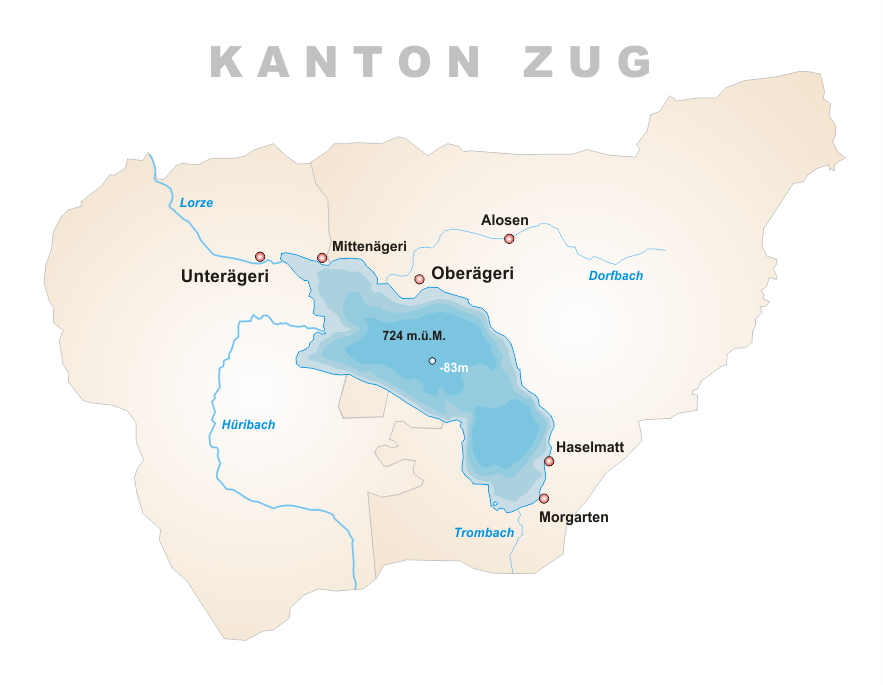
Mapa jeziora Ägeri

Ägerisee (fr. lac d'Ägeri) – jezioro polodowcowe na północnym skraju Alp w kantonie Zug w Szwajcarii.
Leży w dolinie Ägeri, w dorzeczu rzeki Reuss (docelowo: Renu). Jego powierzchnia wynosi 7,3 km², a lustro wody leży na wysokości 724 m n.p.m. Jest zasilane przez kilka niewielkich rzeczek i potoków, z których największą jest Hüribach. Wypływa z niego jedyna rzeka – Lorze.
Jezioro pojawia się w historii na przełomie X i XI w. Zapiski te dotyczą m.in. donacji prawa połowu ryb w jeziorze na rzecz klasztoru w Einsiedeln. Klasztor Fraumünster z Zurychu pobierał z nich czynsz w postaci określonej ilości ryb zwanych tu „rougets” (palia alpejska (Salvelinus alpinus salvelinus)). Po reformacji aż do 1838 r. danina ta trafiała do mieszczącej się w Zurychu kasy dla dawnych klasztorów katolickich.
W 1315 r. u południowo-wschodnich brzegów jeziora miała miejsce bitwa pod Morgarten.
Zachowany dokument z 1431 r., który regulował prawa połowu ryb w jeziorze, pokazuje jednocześnie, że mieszkańcy doliny Ägeri dysponowali pełnią praw gospodarczego wykorzystywania jego wód. W 1798 r. dolina podzieliła się na dwie gminy: Oberägeri i Unterägeri, jednak jezioro, wykorzystywane do połowu ryb i transportu drewna, pozostało dobrem wspólnym. Przeprowadzone w 1857 r. pogłębienie koryta wypływającej z jeziora rzeki Lorze spowodowało obniżenie lustra wody w jeziorze. Ok. 1900 r. zostały sprecyzowane prawa i obowiązki, jakie w stosunku do jeziora posiadają obie gminy, a jakie władze kantonu. W 1972 r. obie gminy przystąpiły do stowarzyszenia działającego na rzecz ochrony jakości wód w regionie i podjęły prace nad uporządkowaniem gospodarki ściekowej. Pozwoliło to zatrzymać eutrofizację wód jeziora do tego stopnia, że od 1992 r. jest ono wykorzystywane jako rezerwuar wody pitnej.
W 1890 r. pojawił się na jeziorze pierwszy statek parowy i od tego czasu datuje się tu żegluga turystyczna. Aktualnie (2016 r.) organizuje ją firma Ägerisee Schifffahrt AG z siedzibą w Zug. W sezonie letnim statki pływają 2-3 razy dziennie na okrężnej trasie: Unterägeri – Oberägeri – Ländli – Eierhals Hotel – Morgarten Denkmal – Morgarten Hotel – Naas – Unterägeri, zaś poza tym realizują specjalne rejsy wycieczkowe.  Do dziś pływa tu m.in. zwodowany w 1919 r. i pieczołowicie odrestaurowany, drewniany MS "Morgarten".